# مسرح الحمراء (دمشق)
مسرح الحمراء أحد مسارح مدينة دمشق يتبع وزارة الثقافة ويقع المسرح في شارع الصالحية , يقدم المسرح عروضأ مسرحية طوال العام للعديد من الفرق المسرحية.
عبر تاريخ مسرح الحمراء قدمت وعرضت على خشبته مسرحيات كثيرة هامة منها الجاد الملتزم ومسرحيات كوميدية وتاريخية , ومسرحيات اجتماعية معاصرة والكثير من العروض .